# Prințul Heinrich de Bavaria
Prințul Heinrich de Bavaria (24 iunie 1884 – 8 noiembrie 1916) a fost membru al Casei de Wittelsbach din Bavaria și un ofițer al armatei extrem de decorat în Primul Război Mondial.

## Biografie
Heinrich s-a născut la München, Bavaria. A fost singurul copil al Prințului Arnulf de Bavaria și a Prințesei Therese de Liechtenstein. A crescut la München, unde a fost elevul lui Joseph Gebhard Himmler, tatăl lui Heinrich Himmler.
Himmler senior a fost un regalist fervent care, după nașterea celui de-al doilea fiu al său, a trimis o petiție prințului pentru a-i permite să-l numească după el - Heinrich. Prințul a fost de acord și, de asemenea, a devenit nașul lui Heinrich Himmler. Heinrich nu s-a căsătorit dar a avut o relație de lungă durată cu fiica unui proeminent om de afaceri din München. Fiul lor numit Heinrich s-a născut postum (mai 1917). Prințesa Therese, mama Prințului Heinrich, a fost de acord să-l susțină material și a făcut acest lucru până ce copilul a împlinit 21 de ani.
După izbucnirea primului război mondial, regimentul prințului Heinrich a luptta pe frontul de vest, unde prințul a fost grav rănit. După recuperare, s-a întors la vechiul său regiment de infanterie și în luna iunie 1915 a fost promovat la gradul de maior. În același timp, el a fost pus la conducerea batalionului III. La sfârșitul anului 1916, batalionul a fost transferat în România unde a luptat la Pasul Turnu Roșu.
În timpul ofensivei germane în Carpații Meridionali, la 7 noiembrie 1916, Prințul Heinrich a fost rănit mortal de un lunetist și a murit din cauza acestei răni o zi mai târziu, la 8 noiembrie 1916. Corpul Prințului Heinrich a fost transportat la München, unde a fost înmormântat alături de tatăl său, la Theatinerkirche. Postum, la 6 martie 1917, pentru curajul său excepțional, Prințul a fost decorat cu Crucea Cavalerului a Ordinului Militar Max Joseph.